# Reimerswaal
Reimerswaal ( udtalelse ?) er en kommune i den sydlige provins Zeeland i Nederlandene. Per 1. april 2016 har kommunen 22.337 indbyggere.

## Kernene
- Krabbendijke
- Kruiningen
- Rilland-Bath
- Waarde
- Yerseke